# 링크브릭스 호라이즌 에이아이
주식회사 링크브릭스 호라이즌 에이아이(Linkbricks Horizon-AI)는 대한민국 AI, LLM 전문기업이다.

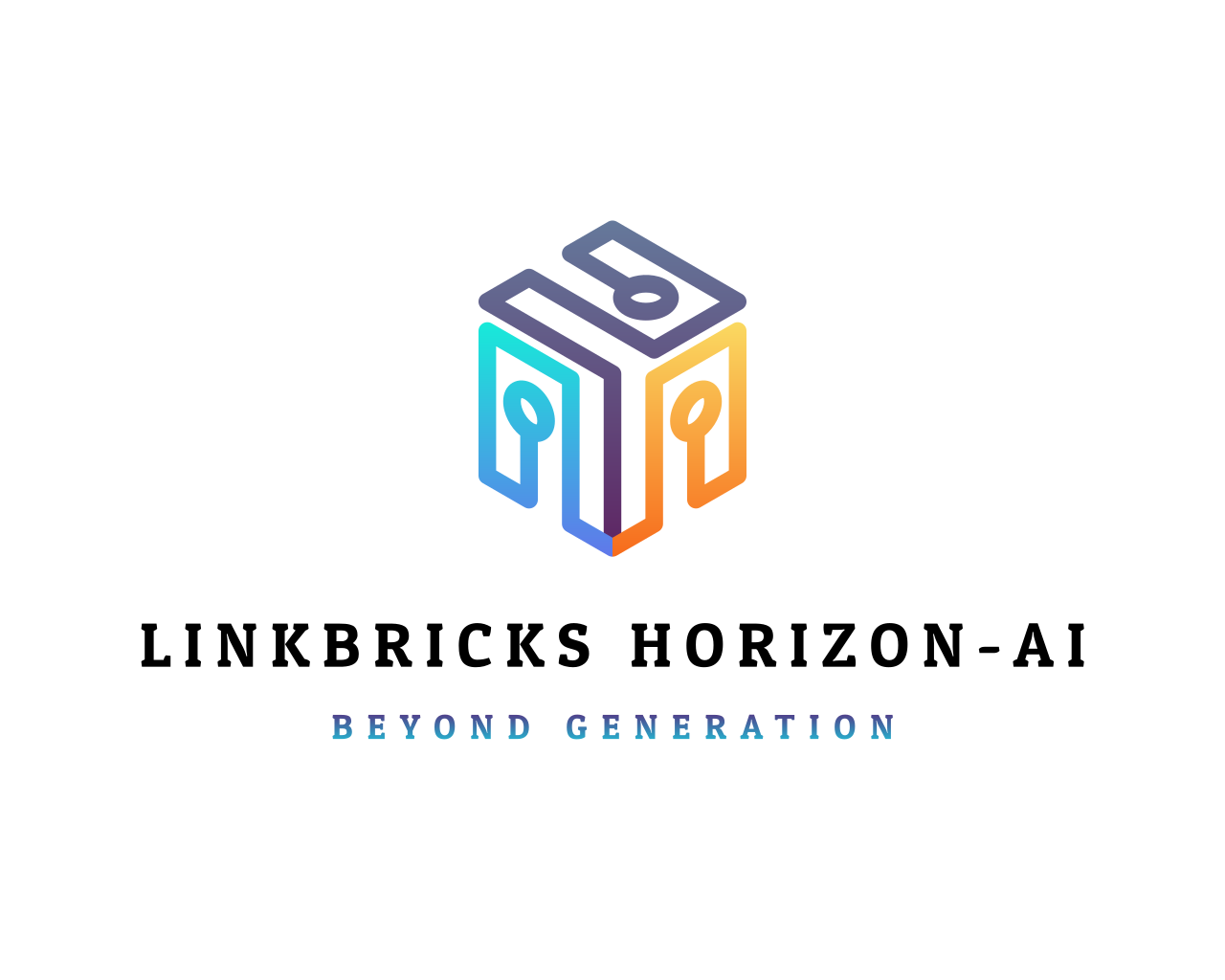
주식회사 링크브릭스 호라이즌 에이아이(Linkbricks Horizon-AI)는 대한민국 AI 전문기업이다.

링크브릭스벤처스 대표이사인 지윤성, 김상규, 형용준 싸이월드 창업자 등이 창업하였다.
현재 대표이사는 지윤성이다.

## 연혁

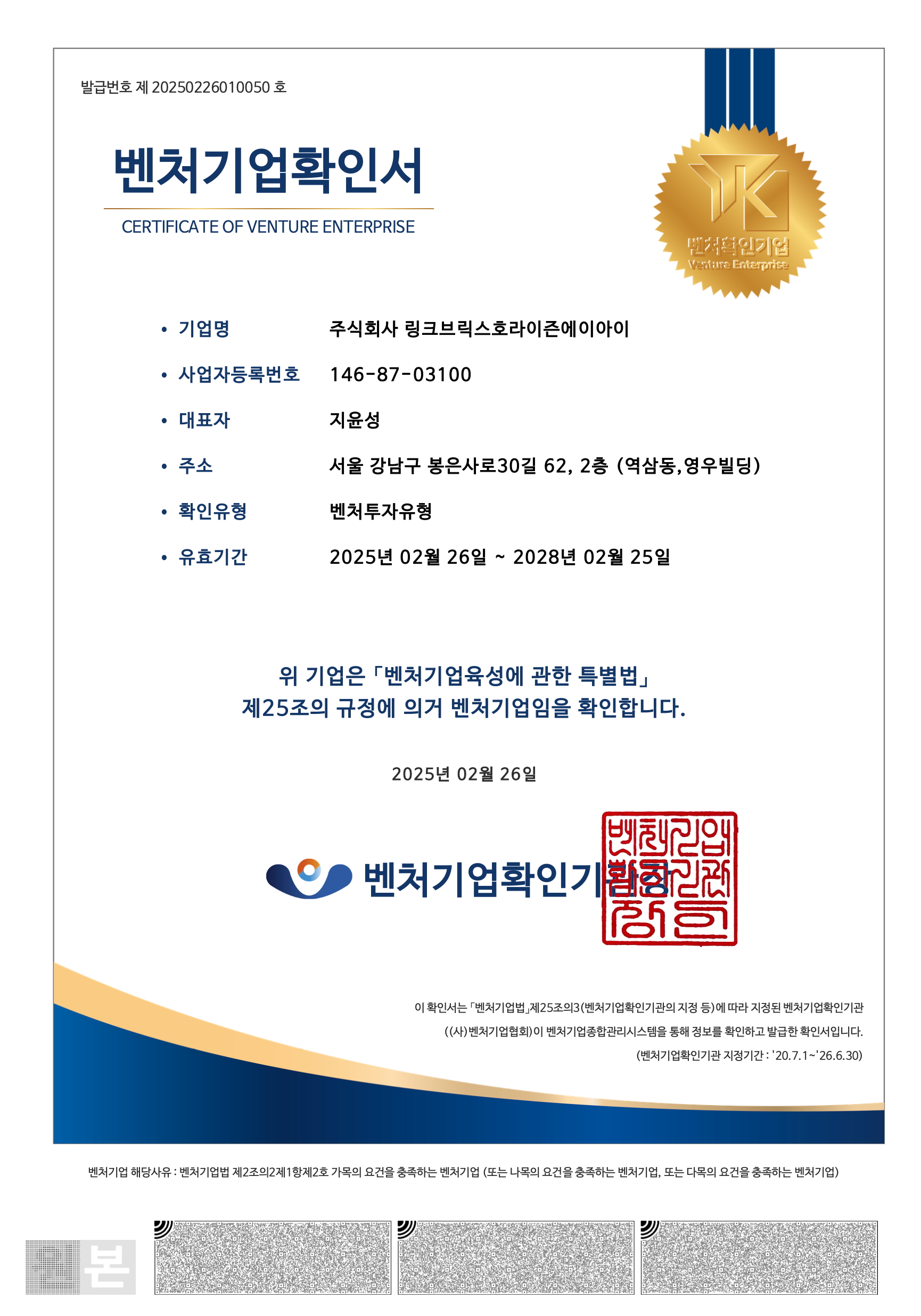
링크브릭스호라이즌에이아이 벤처기업확인서

- 2025년 1월 법인 설립 (서울특별시 성동구 연무장5가길 7 (성수동2가, 성수역 현대테라스타워 W1005))
- 2025년 2월 벤처기업 인증링크브릭스호라이즌에이아이 벤처기업확인서